# 保守政党
保守政党（ほしゅせいとう、英: conservative party）とは、保守主義の立場に立ち、変革よりも現体制を維持し伝統的な価値観と秩序を重視する政党である。19世紀末ごろ、先進国に社会主義政党が登場するようになると「保守政党」は有産階級の利益を代弁して資本主義の価値を代表し、擁護する政党を指すようになった。
対義語は社会党、共産党、反保守主義勢力、無産階級の利益を代弁する勢力を指す「革新政党」である。とはいえ、第二次世界大戦以降は中産階級の増大とともに政党の包括政党化に伴ってイデオロギー的な対立が弱まり、保守政党も社会福祉や社会保障政策にも取り組み始め、西欧諸国の中には保守政党と革新政党が連立政権を組む事態も現れており、保守と革新の区別は明確さを失いつつある。
なお各国の保守政党による国際組織として国際民主同盟が存在する。

## 一覧

### 欧州
- イギリス
  - 保守党[1][2][5]
- フランス
  - 共和党[6]
- ドイツ
  - ドイツキリスト教民主同盟(CDU)[1][2]
  - キリスト教社会同盟(CSU)
- オーストリア
  - オーストリア国民党[7]
- スイス
  - スイス保守民主党
- デンマーク
  - 保守党[8]
- スウェーデン
  - 穏健党
- ロシア
  - 統一ロシア
- スペイン
  - 国民党

### アメリカ州
- アメリカ合衆国
  - 共和党[9]
- カナダ
  - カナダ保守党

### アジア
- 中華民国（台湾）
  - 中国国民党
- 日本
  - 参政党[10][11]
  - 日本保守党
- 韓国
  - 国民の力
- インド
  - インド人民党
- パキスタン
  - パキスタン・ムスリム連盟ナワーズ・シャリーフ派

### オセアニア
- オーストラリア
  - オーストラリア国民党[12]
  - オーストラリア自由党